# 모나드겨울잠쥐
모나드겨울잠쥐(Graphiurus monardi)는 겨울잠쥐과에 속하는 설치류의 일종이다. 앙골라와 콩고민주공화국에서 발견되며, 잠비아에서도 서식하는 것으로 추정된다. 자연 서식지는 습윤 사바나 지역이다.